# Ben Klassen
Ben Klassen (Krim, 20. veljače 1918. – Otto, 6. kolovoza 1993.) bio je američki promicatelj superiornosti bijele rase koji je postao osnivač i prvi Pontifex Maximus kreativističkoga pokreta.  Klassen je također bio zakonodavac američke savezne države Florida i izumitelj električnog otvarača limenki.

## Mladost
Klassen se rodio kao Bernhardt Klassen 20. veljače 1918 u malom selu Rudnerweideu (danas Rozivka u Zaporoškoj oblasti) u Ukrajini u menonitskoj obitelji njemačkog porijekla. Imao je sedmero braće i sestara. Kada je Klassen imao devet godina, zarazio se tifusom i umalo umro. Njegova najranija sjećanja bilježe i rusku glad 1921. iz koje se sjeća kako mu je otac davao krišku tamnoga crnog za večeru. Klassenu je prvi put predstavljena religija s "tri ili četiri" godine. Klassen se sjeća majke koja ga je hvalila za "polet i glasnoću" s kojima je pjevao religijske himne. Klassen se također sjeća kako dolazi u kontakt sa šećerom u ranoj dobi što naziva "glupošću" njegovih roditelja.
Kada je imao pet godina obitelj mu se seli u Meksiko gdje su živjeli jednu godinu. Prvo odmorište njihova putovanja bila je Moskva, gdje se Klassen upoznao s električnim žaruljama i sladoledom. Sljedeće odmorište bila je Riga, a zatim Berlin gdje su ostali dulje vrijeme, a nakon toga u Köln. Nakon Njemačke, Klassenova obitelj odlazi u Pariz gdje obilaze znamenitosti toga grada. Poslije Pariza odlaze u La Rochelle, odakle odlaze preko Atlantika. Klassenov put preko Atlantika upoznaje ga s dotad nepoznatim stvarima, susreće crnce, naranče, banane i ananas. Nakon tjedan dana putovanja preko oceana, Klassen stiže u luku Havana na Kubi, gdje ostaju sljedeća dva tjedna. Nakon toga, njegova obitelj odlazi u Vera Cruz u Meksiko. Odatle odlaze na sjever u Chihuahu gdje se njegova obitelj susreće s drugim menonitima s kojima se dogovaraju o daljnjem putovanju. U šestoj godini preselio se s obitelji u Herschel u Kanadi. Pohađa tadašnju Njemačko-englesku akademiju (danas Rosthern Junior College).

## Političko djelovanje
1968. godine Klassen se preselio na Floridu kako bi pomogao Georgu Wallacu u njegovoj predsjedničkoj kampanji. 1973. godine Klassen osniva Crkvu Kreatora. Ova religijska organizacija se proširila pod nazivom Svjetska crkva Kreatora 1996. kada je Matthew Hale postao njezin Pontifex Maximus, a da bi se naziv promijenio u Kreativistički Pokret 2003. Klassen je za života privukao sljedbenike iz SAD-a, Kanade, Švedske, Ukrajine, Rusije, Poljske, Njemačke, Italije, Španjolske, Australije i Južnoafričke Republike.
Klassen je popularizirao izraz "RaHoWa" (Racial Holy War ili "Rasni sveti rat"). Njegova Crkva Kreatora temelji se na zakonima prirode i superiornosti bijelaca. Kreativizam podupire antikršćanske i antireligijske stavove uopće i podržava ateizam.
Klassen je autor nekoliko knjiga:
- Vječna religija prirode (1973.),
- Biblija bijelog čovjeka (1981.),
- Širenje kreativizma (1985.),
- Revolucija vrijednosti kroz religiju (1991.),
- autobiografski rad Suđenja, nevolje i trijumf (1993.)[3] i mnogih drugih.

## Smrt
Klassen je počinio samoubojstvo u kolovozu 1993. predozirajući se tabletama za spavanje. U oproštajnom pismu dao je citat iz svoje knjiga Biblija bijelog čovjeka gdje opisuje samoubojstvo kao:
Dalje stoji u pismu:
Klassen je pokopan u Ottu, Sjeverna Karolina.

## Vanjske poveznice
- Kreativistički pokret Hrvatska